# Parafia Wniebowzięcia Najświętszej Maryi Panny w Berezce
Parafia Wniebowzięcia Najświętszej Maryi Panny w Berezce − parafia rzymskokatolicka znajdująca się w archidiecezji przemyskiej, w dekanacie Solina.

## Historia
Berezka była wzmiankowana już w XV wieku. Po II wojnie światowej msze święte były odprawiane przy kaplicy grobowej i ołtarzu polowym na miejscowym cmentarzu. W 1973 roku kaplica została rozbudowana. W 1977 roku Berezka została przydzielona do parafii Średnia Wieś. 
W latach 1986–1990 zbudowano kościół filialny, według projektu arch. mgr inż. Stanisława Pąprowicza. 13 października 1990 roku bp Ignacy Tokarczuk poświęcił kościół pw. Wniebowzięcia Najświętszej Maryi Panny. 
W 2006 roku dekretem abpa Józefa Michalika została erygowana parafia w Berezce, z wydzielonego terytorium: parafii Średnia Wieś, parafii Myczków, parafii Górzanka. 
W latach 2011–2015 zbudowano plebanię.
Na terenie parafii jest 600 wiernych (w tym: Berezka – 280, Wola Matiaszowa – 130, Bereżnica Wyżna – 190).
Proboszczowie parafii:
2006– nadal ks. Tomasz Latoszek.

## Kościoły filialne
- Bereźnica Wyżna – po II wojnie światowej dawną cerkiew zaadaptowano na kościół filialny. W 1961 roku kościół został zamknięty przez Urząd do Spraw Wyznań w Rzeszowie. W 1970 roku kościół zwrócono wiernym[4].
- Wola Matiaszowa – wieś powstała wzmiankowana w 1567 roku. W 1908 roku grekokatolicy zbudowali murowaną cerkiewkę filialną. Po II wojnie światowej cerkiewka została zaadaptowana na kościół filialny pw. św. Józefa. W 1983 roku do kościoła dobudowano zakrystię i przedłużono od strony wejścia. W 2014 roku kościół rozebrano i na jego miejscu zbudowano obecny murowany kościół[5].

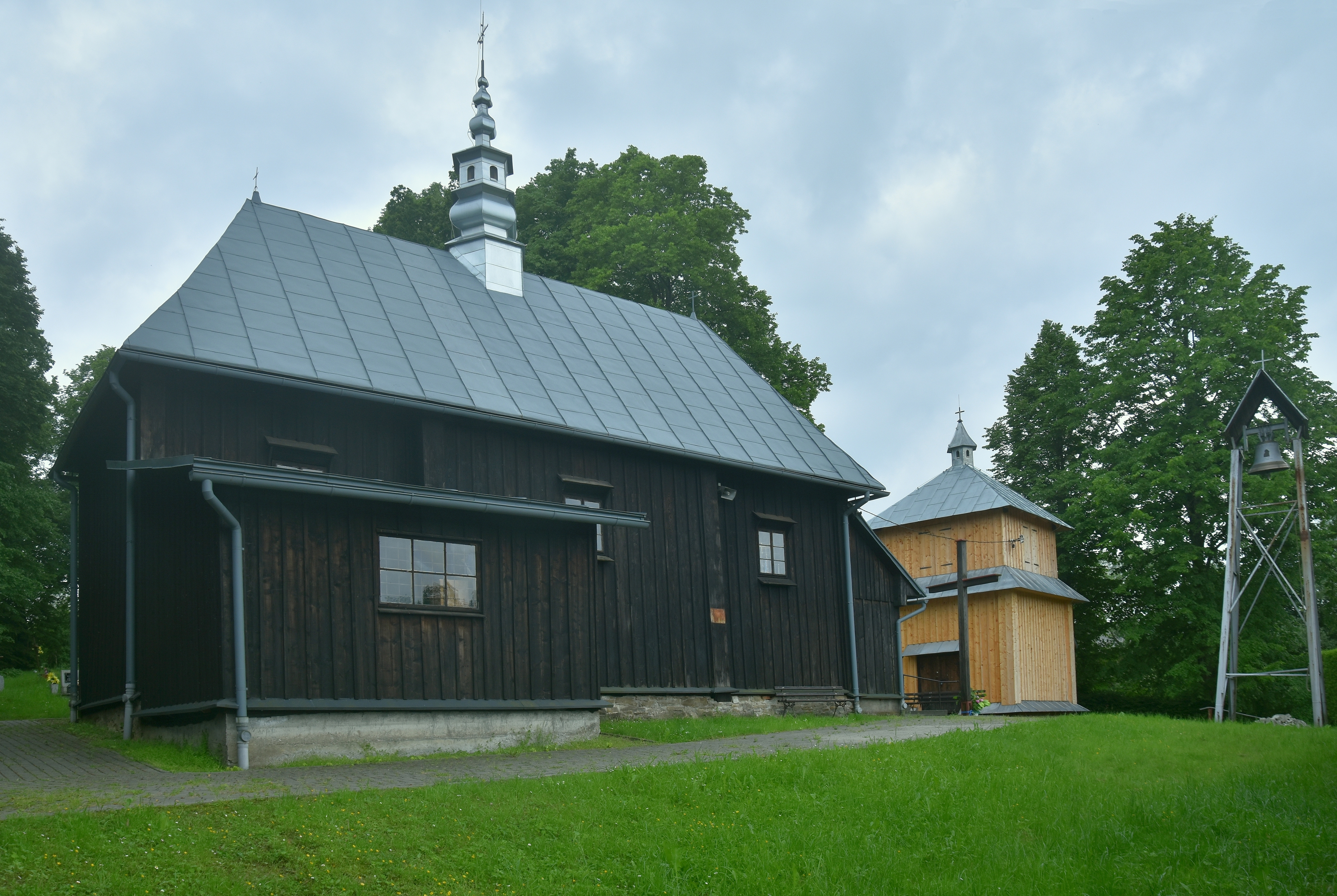
Kościół filialny pw. Narodzenia Najświętszej Maryi Panny w Bereźnicy Wyższej
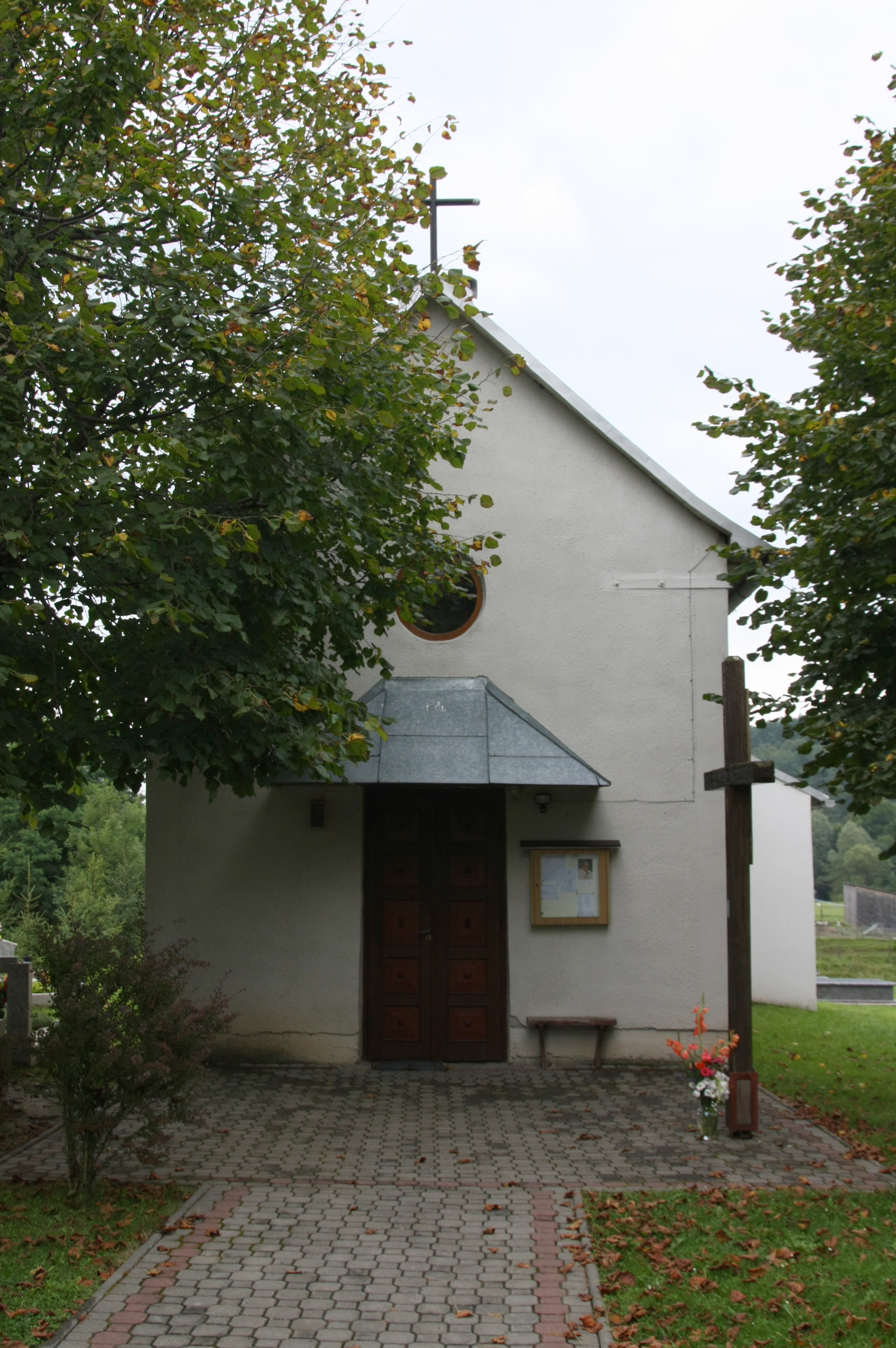
Kościół filialny pw. św. Józefa w Woli Matiaszowej